# Putler

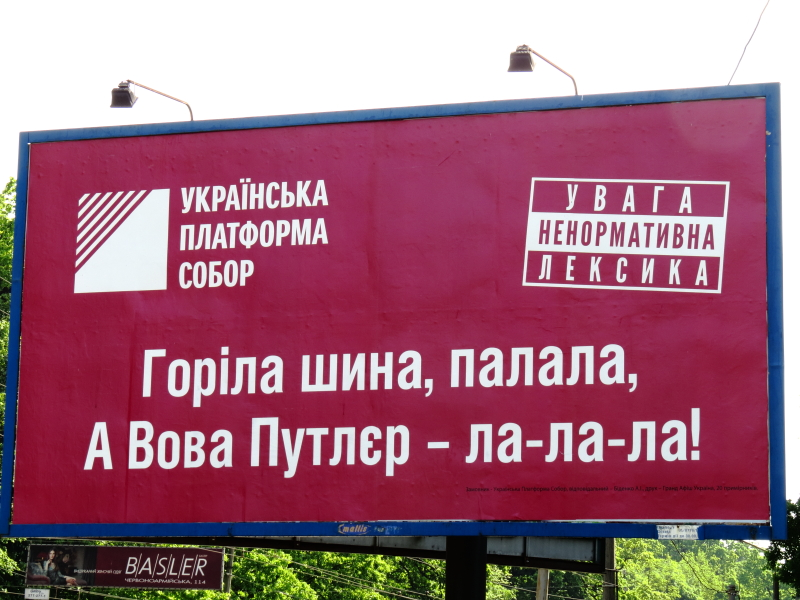
Afiș electoral (2014) în Kyiv: „Ardea anvelopa, mocnea / Iar Vova Putler e la-la-la”

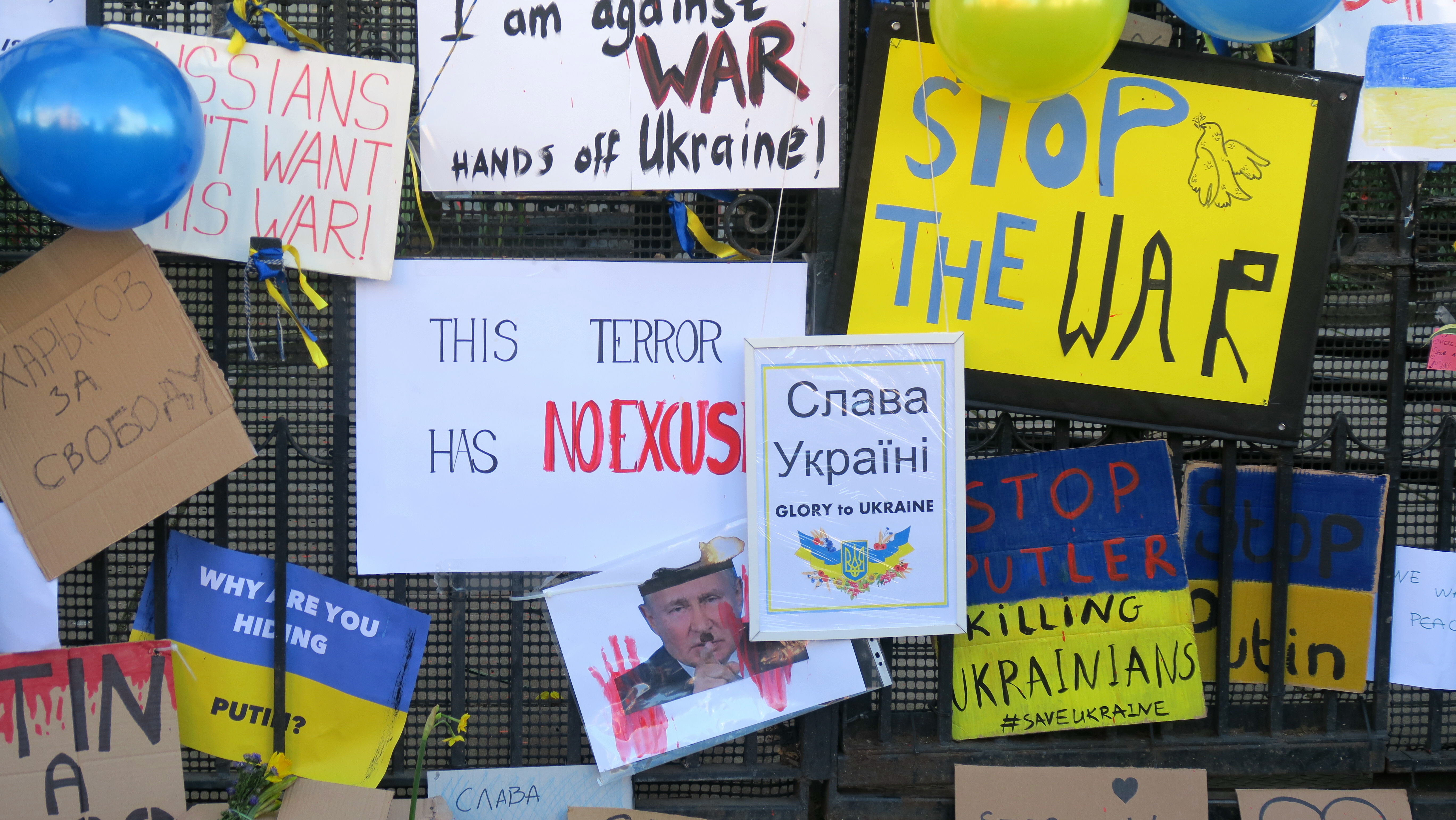
Pancarte la o demonstrație în fața ambasadei ruse din Londra, 27 februarie 2022

Putler (în rusă Путлер) este un neologism format prin contopirea numelor președintelui Federației Ruse Vladimir Putin și dictatorului german Adolf Hitler. Folosit de oponenți ai lui Putin, adesea în sloganul „Putler Kaput!”, termenul are o conotație negativă peiorativă și  denigratoare.

## Utilizare
Originea termenului Putler ar fi presa ucraineană; după alte surse, el ar fi fost inventat în Rusia. Oricum, el este folosit curent de opoziția din Rusia, precum și în Ucraina, uneori sub forma Vladolf Putler.
În 2009 sloganul a căpătat notorietate în Rusia; la o demonstrație în Vladivostok un participant purta o pancartă pe care scria Putler Kaput! Au urmat probleme legale: procuratura a emis un avertisment pentru organizatori cu privire la această pancartă. În aprilie 2009 sloganul peiorativ a fost interzis oficial.
De asemenea, sloganul a fost folosit în timpul protestelor și mitingurilor opoziției din Moscova în legătură cu alegerile pentru Duma de Stat din 4 decembrie 2011 și cu alegerile prezidențiale din 2012.
Popularitatea termenului a crescut în 2014. A fost nominalizat pentru competiția Word of the year⁠(en)[traduceți] 2014, după anexarea Crimeii de către Rusia, pe care unii politicieni, publiciști și jurnaliști au comparat-o cu Anschluss-ul Austriei din 1938, după care Germania Nazistă a declanșat Al Doilea Război Mondial. The Washington Post a citat un număr de declarații și fotografii ale unor protestatari ucraineni purtând pancarte cu textul „Putler, jos mâinile de pe Ucraina” și „Putler Kaput!”, precum și caricaturi care asociau trăsăturile faciale ale lui Vladimir Putin și Adolf Hitler. Unii lingviști ruși au privit această publicație ca modelând în mod deliberat o imagine negativă a lui Putin.
Referințele la „Putler” au fost o prezență comună la demonstrațiile internaționale contra invaziei Rusiei în Ucraina din 2022.